# Caleremaeus retractus
Caleremaeus retractus är en kvalsterart som först beskrevs av Banks 1947.  Caleremaeus retractus ingår i släktet Caleremaeus och familjen Caleremaeidae. Inga underarter finns listade.